# Винклер, Карл Иванович
Карл Иванович Винклер (1845—1900) — инженер, заводчик, предприниматель, поставщик Двора Его Императорского Величества.
Основатель и владелец «Художественно-строительно-слесарного завода К. И. Винклера» в Санкт-Петербурге, разрабатывавшего и изготавливающего кованые ограды, ворота, навесы, перила мостов и лестниц, ограждения балконов, крыш и т. п. Внёс значительный вклад в художественно-архитектурное оформление зданий и сооружений Санкт-Петербурга в конце XIX — начале XX вв.

## Биография
Родился в семье врача. Учился в гуманистической гимназии им. Меланхтона, затем в Политехникуме Карлсруэ. Увлекался рисованием. Работал техником и кузнецом в Саксонии и Баварии на железоделательных заводах и машиностроительных предприятиях. Принимал участие в изготовлении первых кованых железных узлов для конструкций железнодорожных мостов.
Был участником Франко-Прусской войны (1870—1871) в звании лейтенанта.
По рекомендации своего знакомого — Германа Шлейхера, в 1872 году приехал в Санкт-Петербург и устроился инженером-механиком в фирму Густава Тейфеля (1834—1903) — "Механическое заведение для устройства водопроводов, газа, отопления и проч. «Густав Тейфель, инженер-механик, Мойка у Конюшенного моста, дом Китнера, №°11». Обратил внимание на отсутствие в архитектуре города кованых деталей, которые были характерны для его родного Нюрнберга. В 1876 открыл в Санкт-Петербурге строительно-слесарную мастерскую по изготовлению кованных изделий, но поначалу, из-за отсутствия заказов, мастерская специализировалась на изготовлении газовой и водопроводной арматуры.
Первый заказ на кованные изделия Карл Винклер получил от цирка Чинизелли — большой железный флагшток на куполообразной крыше здания цирка. К началу 1880-х годов «Художественно-строительно-слесарный завод К. И. Винклера» занимался уже только высокохудожественными кованными изделиями.

После получения золотой медали в 1882 на Художественно-промышленной выставке в Москве, Карл Винклер стал Поставщиком Двора Его Императорского Величества и начал устанавливать на продукции завода изображение Российского герба. 
«У меня теперь много работы для частных покоев царя, так как его кабинет и его библиотека устраиваются в готическом стиле. Мы производим все крепления (Beschläge) для дверей, окон и шкафов, люстр, канделябров и т. д. Даже для лампы над его письменным столом…» — сообщал Карл сестре в письме от 6 ноября 1895 года.
Художественный уровень изделий завода Карла Винклера был столь высок, что конкурировал даже с художественным литьём заводов Сан Галли. Винклер активно участвовал в различных выставках, как например в 1883 году в Риге, в 1886 году в Амстердаме, в 1888 в Копенгагене, где получал дипломы и медали за экспозиции продукции завода.
Помимо крупных заказов, завод Карла Виклера выполнял и мелкие заказы. Например, модные в конце XIX века кованные аксессуары для частных квартир. Расположение завода вблизи от Смоленского православного и лютеранского кладбищ, добавило заказов на кованые надгробные решетки и склепы-павильоны.
Вёл активную частную переписку, благодаря чему сохранились ценные детали жизни того времени в Санкт-Петербурге.
Скоропостижно скончался 8 января 1900 года в Санкт-Петербурге. Похоронен на Смоленском лютеранском кладбище.

## Семья
Отец — Людвиг Винклер (1796—1874), врач. Мать — Августа Хонбаум
Жена — Мария Фридерика Вильм (1853—1944), немка. Свадьба Карла Винклера с Марией Фридерикой Вильм состоялась 25 сентября 1875 года в Петербурге.
Дети:
- Вильгельм
- Отто
- Эдуард
- Луиза

## Судьба завода
После смерти владельца завод продолжал успешно работать в тесном сотрудничестве с архитекторами и художниками Санкт-Петербурга. Карл Винклер с тщательностью подошёл к вопросу наследования и планирования дальнейшего развития завода.
Старший сын Вильгельм должен был стать заведующим фирмой. После окончания средней школы, отец направил его в г. Хаген (Вестфалия) учиться в машиностроительной школе. В дальнейшем он был волонтером на машиностроительном заводе Фрорип в г. Рейдт (Вестфалия). С 1888 по 1900 годы Вильгельм работал в Берлине, в фирме схожего профиля «Эдуард Пулс». После смерти отца, он вернулся в Санкт-Петербург. Показать себя как продолжателя традиций Карла Винклера ему способствовало участие в Ремесленной выставке 1900 года. Председатель выставки архитектор П. Ю. Сюзор (друг и клиент Карла Винклера), при открытии выставки, подвел Великого князя Владимира Александровича к стенду завода. Благодаря этому знакомству Вильгельм Винклер был признан в качестве руководителя.
Второй сын, Эдуард отвечал за художественный дизайн изделий и посещал для этого Академию художеств в Нюрнберге.
Сын Отто должен был стать техническим директором, и поэтому отец направил его учиться в Политехникум в г. Хемниц. В 1905 году, когда Отто Винклер прочитал в немецких газетах, что в Петербурге произошла революция, он прервал свою учёбу и выехал домой. В Санкт-Петербурге Отто занялся реорганизацией завода и включился в реализацию новых проектах. Завод начал привлекать новых клиентов вне столицы — на Украине, на Кавказе и даже во Владивостоке. Усиление конкурентной борьбы привело к необходимости освоения новых отраслей бизнеса. Так, при Отто фирма стала и торговым домом для таких железных изделий, как лестницы системы «Joly». После закрытия завода в 1914 году, Отто вернулся в Германию и во время Первой мировой войны погиб на фронте как солдат немецких войск.
Дочь Карла — Луиза, вышла в 1911 году замуж за одного из членов семейства Нобель — Рольфа Нобеля, который в 1912 году стал акционером фирмы «Карл Винклер».
Финансовые обстоятельства привели к тому, что фирма была преобразована в акционерное общество. В правление акционерного общества художествено-строительно-слесарного завода «Карл Винклер» входили:
- К. А. Гетц, банкир (Председатель правления),
- Р. Л. Нобель,
- Густав Васильевич Шауб (владелец предприятия с арматурным и механическим производством, директор-распорядитель общества «Вольта» в Ревеле — производство динамомашин и электродвигателей)[2];
- Вильгельм Карлович Винклер — директор-распорядитель.
- Отто Карлович Винклер — директор-распорядитель[3].
- Бруно Андреевич Тутенберг — директор-распорядитель[4].

Стабилизировала финансовое положение фирмы свадьба Вильгельма с Евгенией Гетц, дочерью банкира К. А. Гетца.
Завод Карла Винклера просуществовал как акционерное общество до 1914 года и закрылся с началом Первой мировой войны.

## Известные работы завода Карла Винклера
- Здание компании «Зингер» на Невском проспекте, д. 28 (архитектор П. Ю. Сюзор, скульпторы А. Л. Обер и А. Г. Адамсон 1902—1904; ныне Дом книги), спроектированы и изготовлены выдержанные в стиле модерн ограждения балконов, лестниц и лифтовых шахт;
- Ограда Михайловского сада со стороны канала Грибоедова вокруг храма Воскресения Христова («Спаса на крови») на месте смертельного ранения императора Александра II (архитектор А. А. Парланд, 1903—1907).
- Народный дом Императора Николая II (архитектор Г. И. Луцедарский) не сохранился, перестроен, сейчас — левое крыло здания театра «Балтийский дом»
- Ограждение для могилы композитора М. И. Глинки на Тихвинском кладбище Александро-Невской лавры (утрачено).
- Елисеевский магазин на Невском проспекте (архитектор Г. В. Барановский)
- Почтамт (проф. Л. Н. Бенуа и архитектор С. Леви), заказ на железные конструкции
- Императорский клинический повивальный институт (сейчас НИИ акушерства, гинекологии и репродуктологии имени Д. О. Отта)
- Дом Управления страхового общества России
- Дом Фаберже

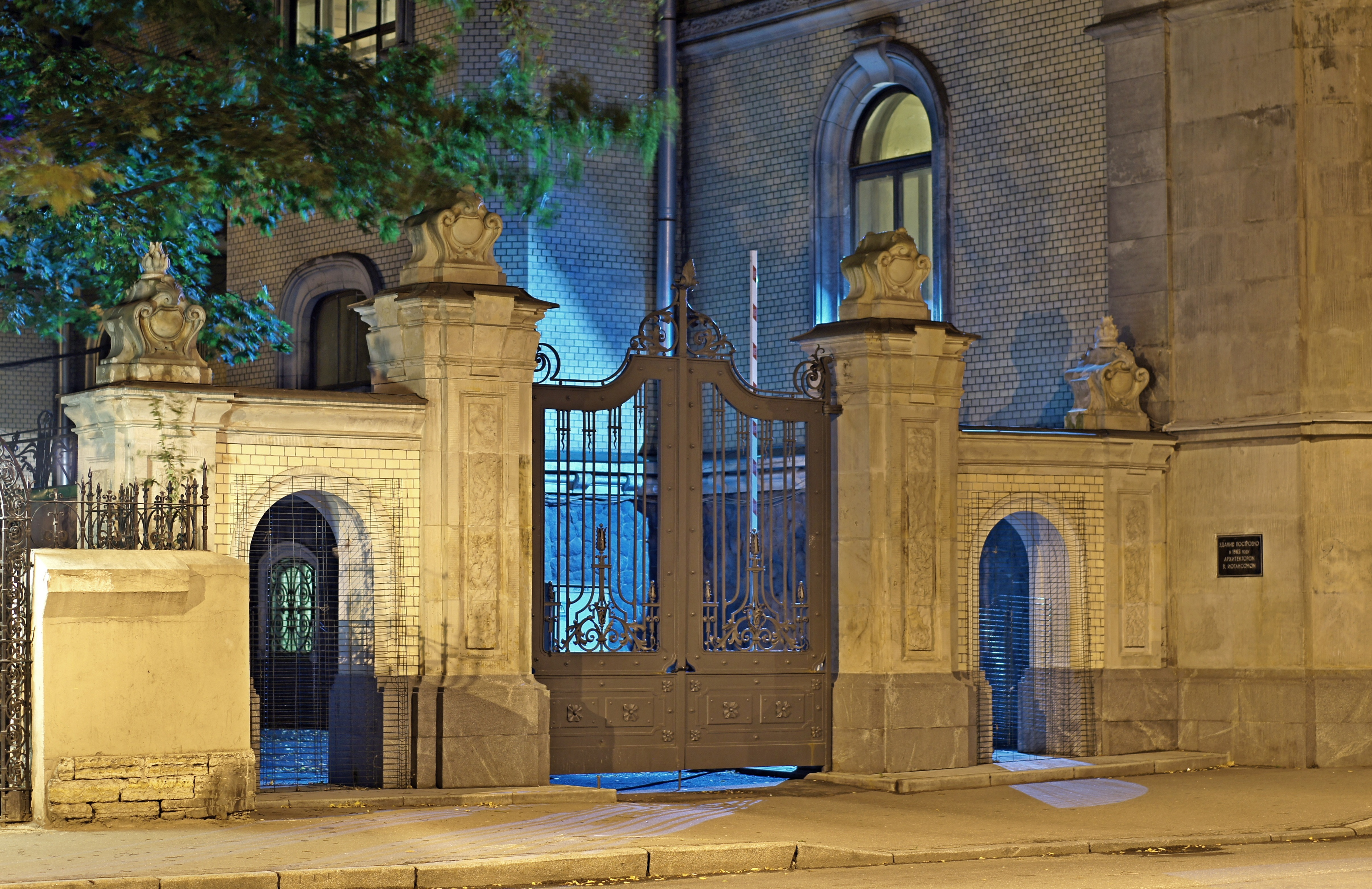
Ворота особняка Г. Г. Гильзе фан дер Пальс

- Пантелеймоновский мост, декорирование моста.
- Дом Бажанова на Марата, 72 (сейчас Детская библиотека истории и культуры Петербурга).
- Особняк В. Э. Бранта (ул. Куйбышева, 2-4), ограда.
- Особняк Г. Г. Гильзе фан-дер Пальса на Английском проспекте № 8-10 (с 1939 года — горвоенкомат).
- Ограда могилы российского альтиста немецкого происхождения Иеронима Вейкмана на кладбище в Нюрберге (не сохранилась).

## Адреса
Изначально, в 1876 году, мастерская Карла Винклера располагалась по адресу: Симеоновский переулок, д. 7 (ныне улица Белинского). Сам Карл Винклер жил в то время по адресу: Певческий мост, 26, кв. 13
В 1881 году фирма размещалась на Вознесенском проспекте, д. 55.
В 1883 — на 13-й линии Васильевского острова, д. 76
В 1885 году — на 13-й линии Васильевского острова, д. 60/9